# Atticus Capital
Atticus Capital war ein US-amerikanisches Investmentunternehmen  in der Rechtsform einer „Delaware Limited Partnership“ (LP, vergleichbar einer deutschen Kommanditgesellschaft). Das Unternehmen stellte 2010 seine Tätigkeit ein.
Das Unternehmen wurde 1995 von dem Kanadier Timothy R. Barakett  und Nathaniel Philip Rothschild gegründet. Der Hauptsitz befand sich in New York, ein Zweigbüro in London. Atticus Capital verwaltete in seinen Hedgefonds ein Anlagevermögen von rund 20 Milliarden US-Dollar. Zwischen dem 1. und dem 10. August 2007 musste der im Jahr 2001 gegründete Atticus-Fonds „Atticus European“, der bis dahin ein Vermögen von etwa 9,1 Milliarden US-Dollar verwaltete (was einer Steigerung um etwa 20 % innerhalb eines Jahres entspricht), einen Nettoverlust von 8,25 % verzeichnen. Dies war der bis dahin größte Wertverlust des Hedgefonds seit seiner Gründung. Von 2001 bis 2006 erzielte „Atticus European“ im Schnitt einen Jahresnettoertrag von 28,35 %, bei einer Volatilität von 15,2 %.
Timothy R. Barakett war Chairman und CEO des Unternehmens. David Slager (1991 Absolvent der britischen Haberdashers' Aske's Boys' School) ist Vice Chairman und Senior Portfoliomanager Europe, sowie Director von Atticus U.K. In der Unternehmensleitung vertreten waren zudem Nathaniel Philip Rothschild (Co-Chairman, Sohn von Lord Jacob Rothschild; er ist seit 2005 Mitglied der Business-Gruppe im Forum Young Global Leaders des Weltwirtschaftsforums und wird als Erbe seines Vaters einer der reichsten Mitglieder der Bankiersdynastie Rothschild überhaupt sein) sowie Matthew Edmonds (President).

## Beteiligungen (Auswahl)
(Stand Mai 2007; die Beteiligungen werden in verschiedener Form und teilweise über Tochtergesellschaften gehalten)
- Deutsche Börse: 11,68 % der im Umlauf befindlichen Aktien, damit größter Einzelaktionär
- Euronext: knapp 14 % (15.451.711 Aktien, davon 11.069.136 Stammaktien), damit einer der größten Einzelaktionäre
- New York Stock Exchange: derzeit rund 7,2 % (rund 11,3 Millionen Aktien), nach der geplanten Fusion mit Euronext künftig einer der größten Einzelaktionäre
- Bombay Stock Exchange: 4 %
- Mastercard: 9 % (seit August 2007)[6]
- Sears Holdings Corporation:  6,7 % (10.760.157 Aktien)
- Freeport-McMoRan: 3 %, nach erfolgter Fusion mit Phelps Dodge ca. 6 %
- Arcelor (derzeit in Fusion mit Mittal Steel befindlich): bisher ca. 8,2 Millionen stimmberechtigte Aktien, entspricht ca. 1,3 % der Gesamtaktien; damit einer der größten Einzelaktionäre
- Mittal Steel (derzeit in Fusion mit Arcelor befindlich): bisher 0,5 %
- Barclays Bank: mindestens 1 %[7]

- Anteile an zahlreichen anderen Grossunternehmen, insbesondere der weltweiten Metall- und Bergbauindustrie